# ۷۲۲ (قمری)
۷۲۲ (قمری)، هفتصد و بیست و دومین سال در گاهشماری هجری قمری است. اول محرم این سال برابر با بیست و هشتم ژانویه سال ۱۳۲۲ میلادی است.

## مناسبت‌ها
== زادگان ==امیراعظم ترک ها بزرگ

## وابسته
- پوریای ولی